# Andrea Gómez
Andrea Gómez (ur. 8 maja 1993) – wenezuelska judoczka.
Uczestniczka mistrzostw świata w 2013. Startowała w Pucharze Świata w 2011, 2013 i 2015. Zajęła siódme miejsce na igrzyskach panamerykańskich w 2015. Brązowa medalistka igrzysk Ameryki Środkowej i Karaibów w 2010, a także igrzysk boliwaryjskich w 2013. Siódma na mistrzostwach panamerykańskich w 2014 roku.